# Gymnosporia arenicola
Gymnosporia arenicola är en benvedsväxtart som beskrevs av M. Jordaan. Gymnosporia arenicola ingår i släktet Gymnosporia och familjen Celastraceae. Inga underarter finns listade.